# Stevie Kelly
Stevie Grace Kelly (ur. 26 września 1993) – australijska zapaśniczka walcząca w stylu wolnym i judoczka. W zapasach ćwierćfinalistka igrzysk Wspólnoty Narodów w 2014. Dwukrotna medalistka mistrzostw Oceanii w latach 2014 - 2016.
W judo zdobyła brązowy medal mistrzostw Oceanii w 2011. Trzecia na mistrzostwach Australii w 2010, 2011 i 2013 roku. Uczestniczka mistrzostw świata w 2011. Startowała w Pucharze Świata w 2010, 2011, 2013 i 2014 roku.
Jest aborygenką.